# Дозоване голодування
Дозоване голодування — утримання від споживання їжі з профілактичною або лікувальною метою. 

## Історія та застосування
Історія становлення як методу терапії походить з Стародавньої Індії, Греції та Риму і поділяється на декілька етапів: 
- емпіричне застосування з лікувально-профілактичною метою;
- експериментальне вивчення;
- клініко-лабораторні досліджень.

Першу спробу науково обґрунтувати проблеми дозованого голодування зробив у 1914 році Ф. Сеґессер. 
У 1928 році в Амстердамі відбувся 8-й Міжнародний конгрес дієтологів, який визнав доцільність застосування дозованого голодування при ожирінні, порушенні обміну речовин, диспепсіях, атеросклерозі, гіпертонії та інших захворюваннях.
У СРСР поняття «дозованого голодування» вперше застосував Н. Нарбеков. Значний внесок у розроблення цієї проблеми зробили О. Бакулев та Ю. Ніколаєв — автор розвантажувально-дієтичної терапії — методики дозованого голодування, що стала основою для його використання в стаціонарних умовах. 
Існує значний досвід застосування дозованого голодування при лікуванні 
- хвороб серцево-судинної системи (Я. Рудаков);
- бронхіальної астми (Г. Альохіна, С. Осінін, С. Треумова);
- хронічних захворювань шлунково-кишкового тракту (О. Ганич, П. Кузів, В. Ратников);
- у хірургії (Є. Вельховер, В. Дмитрієва, Ф. Ромашов);
- при ожирінні та порушенні обміну речовин (В. Щедрунов, Т. Демічева).[1]